# 海伦·阿林厄姆
海伦·阿林厄姆（Helen Allingham，婚前姓Paterson，1848年9月26日—1926年9月28日）是一位英国维多利亚时代的水彩画家和插画家。

## 早期生活
海伦·玛丽·伊丽莎白·帕特森（Helen Mary Elizabeth Paterson）于1848年9月26日出生于德比郡的斯瓦德林科特，是医生亚历山大·亨利·帕特森（Alexander Henry Paterson）和玛丽·赫福德·帕特森（Mary Herford Paterson）的女儿。海伦是七个孩子中的老大。她出生后的第二年，全家搬到的奥尔特灵厄姆。1862年，她的父亲和她三岁的妹妹伊莎贝尔在一场流行病中死于白喉。幸存的家人们搬到帕特森亲戚居住的伯明翰生活。
海伦从小就表现出艺术天赋，她的一些灵感来自她的外祖母莎拉·史密斯·赫福德和姑姑劳拉·赫福德，这两位都是他们那个时代的杰出艺术家。她的妹妹卡罗琳·帕特森后来也成为著名艺术家。她最初在伯明翰藝術學院学习了三年艺术，后来在伦敦皇家女子艺术学院学习了一年，之后跟随姑姑劳拉·赫福德进入国家艺术培训学校。1867年，她进入皇家学院（后来成为皇家艺术学院）学习。

## 职业生涯

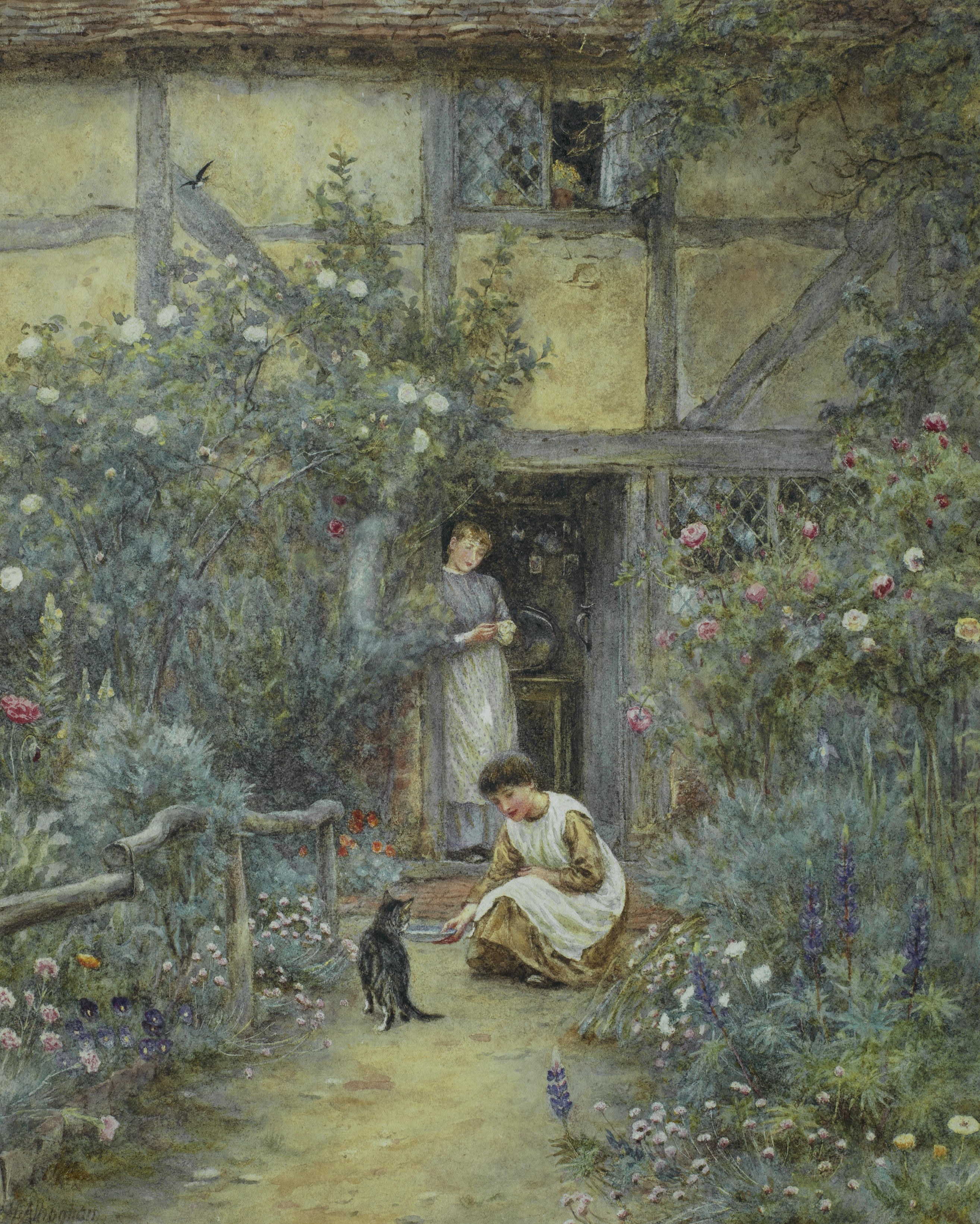
一碟牛奶（The saucer of milk）

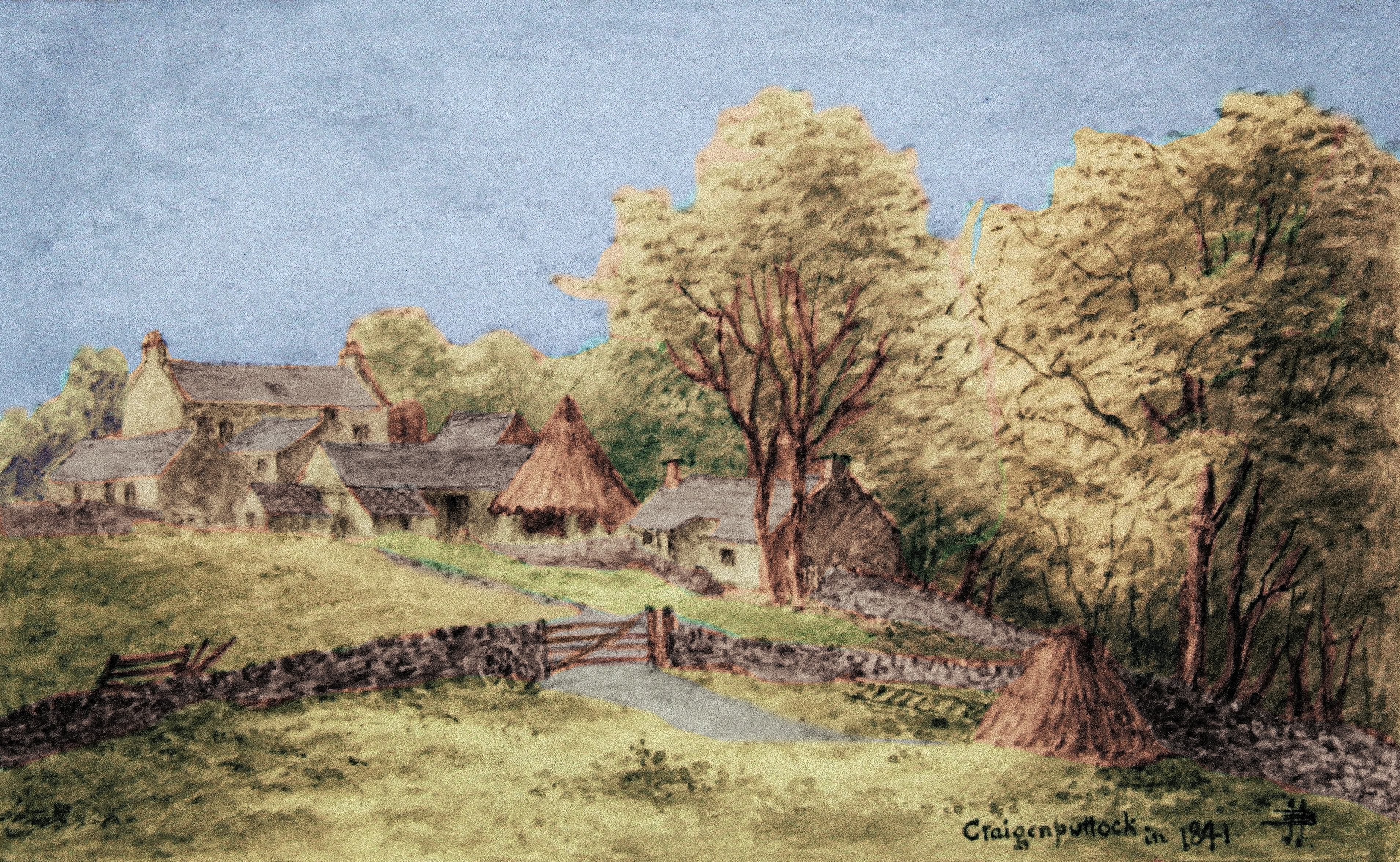
阿林厄姆的水彩画《Craigenputtock》，当时该庄园是托马斯·卡莱尔的家

在国家艺术培训学校学习期间，帕特森担任插画师，最终决定放弃学业转而从事全职艺术事业。她为儿童和成人书籍以及包括报纸《The Graphic》在内的期刊绘画。其中一个亮点是，她受委托为1874年在《康希尔杂志》上连载的托马斯·哈代的小说《远离疯狂人群》（Far from the Madding Crowd）提供了12幅插图。她这个时代的插图署名为"H. Paterson"或者"H. Allingham"。 她成了的终身好友，她们是在斯莱德美术学院的晚间艺术课上相互认识的。
当通过学习英文插图期刊而成为一名艺术家时，他被海伦在《The Graphic》的绘画作品所震撼。尽管当时女性无法获得与男性相同的认可，但海伦还是成为产生巨大影响的女性艺术家之一。
1874年8月22日，她嫁给了爱尔兰诗人兼《弗雷泽杂志》的编辑威廉·阿林厄姆，后者的年龄几乎是她的两倍。婚后，她放弃了插画师的职业，转向水彩画。1881 年，他们全家从切尔西搬到了萨里郡的威特利。她的长子杰拉尔德·卡莱尔（Gerald Carlyle）于1875年11月出生。她的女儿出生于1877年2 月21日，次子出生于1882年5月11日。海伦开始画她周围的乡村，特别是萨里郡和苏塞克斯郡风景如画的农舍和村舍，她因此而出名。然而，她的作品被批评为“过于感伤，对该地区的看法过于保守”。她继续在该国其他地区——米德爾塞克斯、肯特郡、怀特岛郡和英國西南部——以及国外的意大利威尼斯描绘乡村场景。除了风景，她还完成了几幅肖像画，其中包括托马斯·卡莱尔的一幅肖像。1890 年，她成为第一位被接纳为皇家水彩画协会正式会员的女性。1893年在伊利诺伊州芝加哥举行的芝加哥哥伦布纪念博览会上，海伦在科学与工业博物馆展出了她的作品。

## 遗产
海伦·阿林厄姆协会成立于2000年。在奥尔特灵厄姆市场街16号和鲍登圣约翰路利文赫斯特设立了蓝色牌匾以纪念海伦在奥尔特灵厄姆的时光。
汉普斯特德的Burgh House拥有世界上最大的关于海伦·阿林厄姆的档案和作品收藏。

## 画作

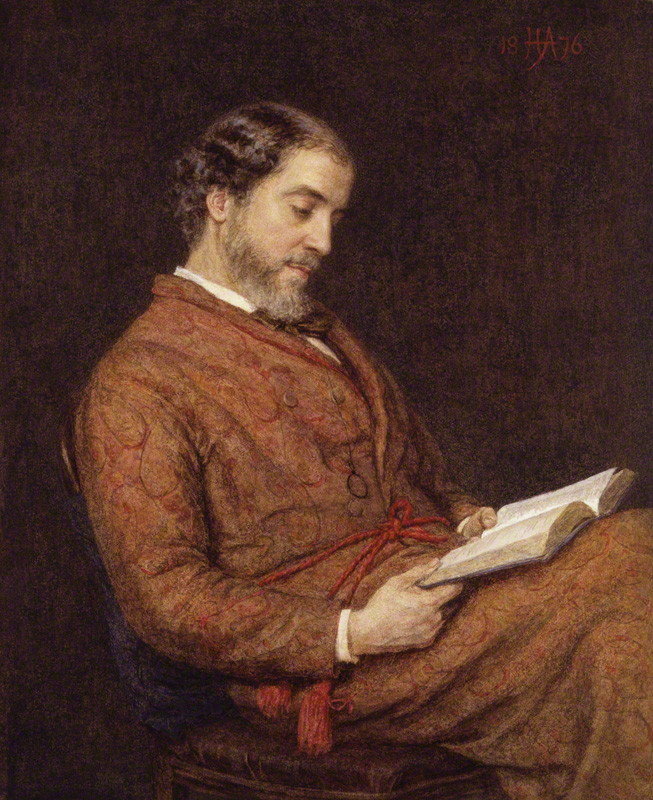
威廉·阿林厄姆（英语：William Allingham） 1876
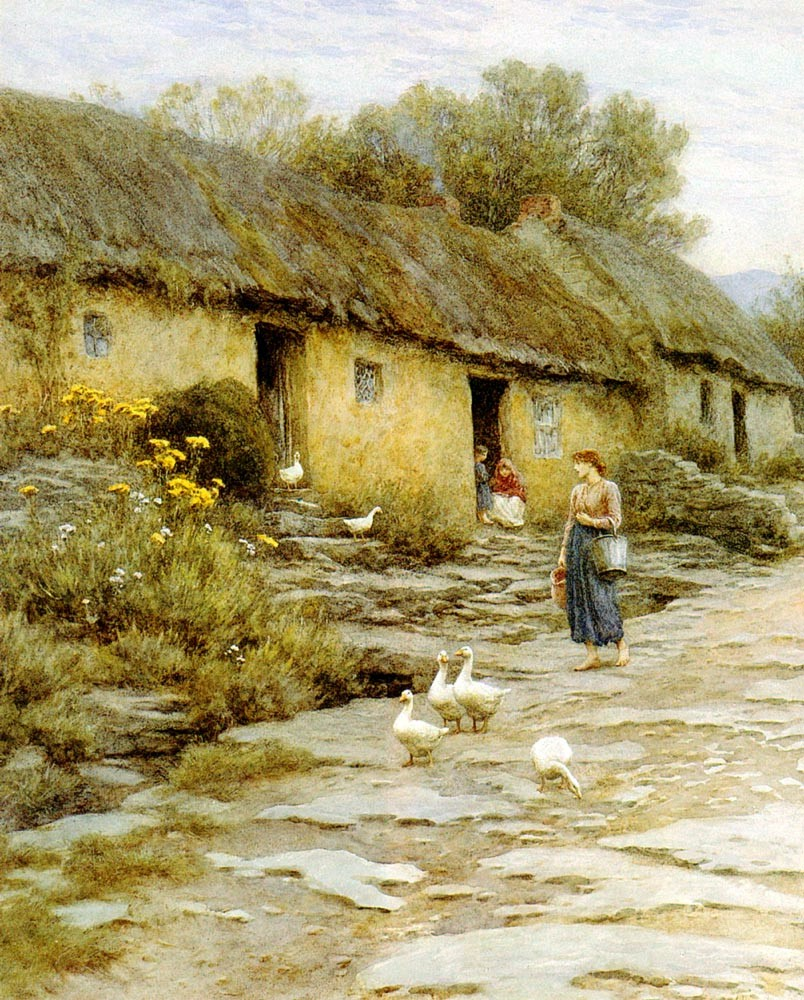
爱尔兰小屋（Irish Cottage）
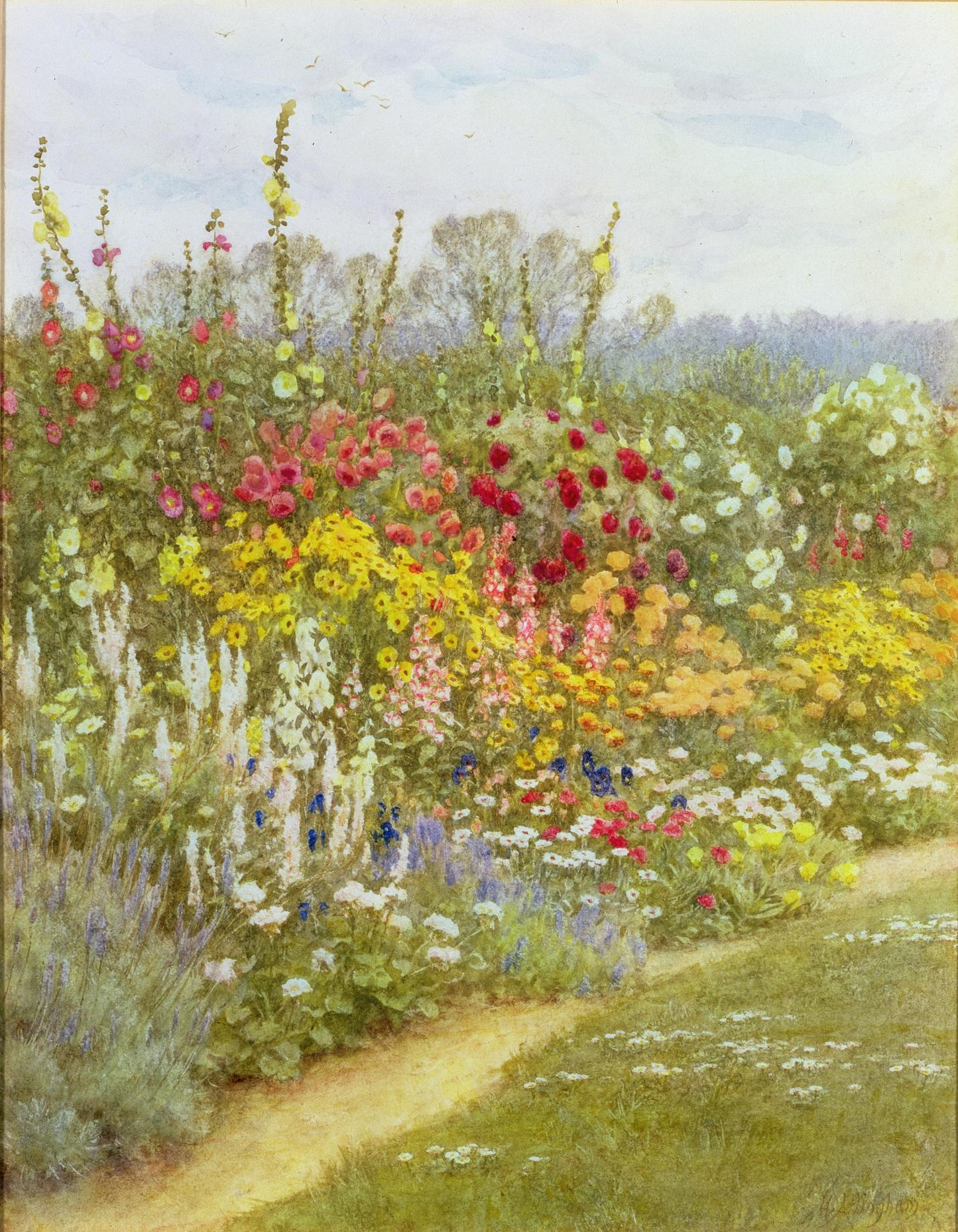
綠草帶（A Herbaceous Border）
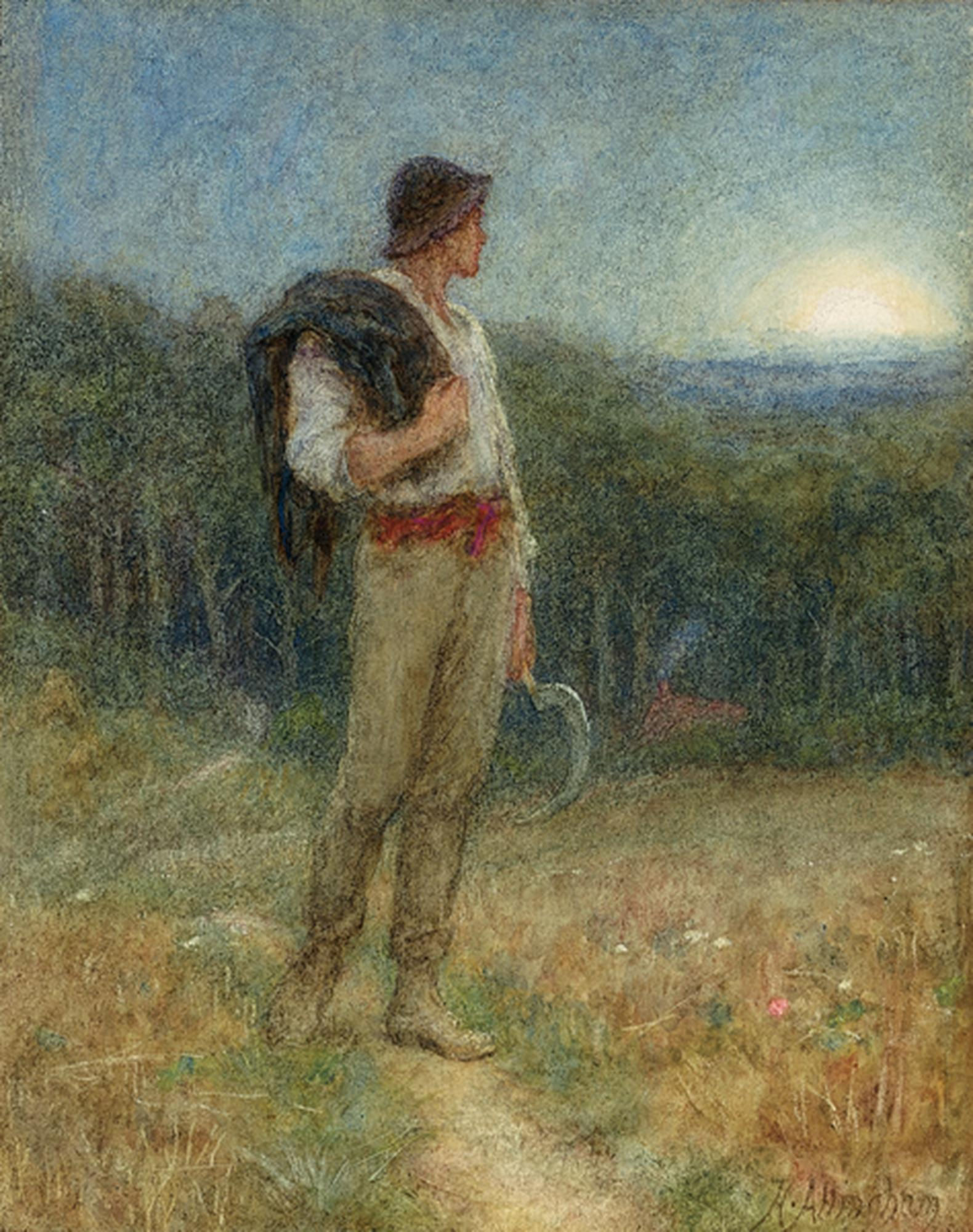
丰收之月（Harvest Moon）
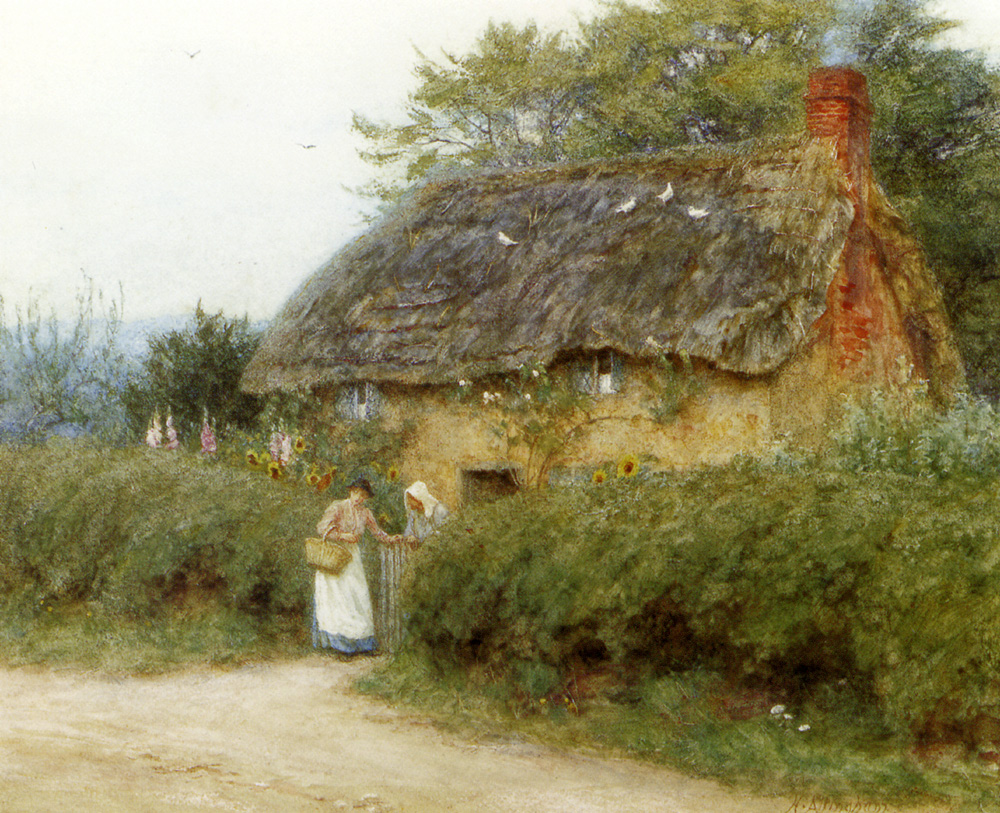
皮斯莱克的向日葵小屋（A Cottage With Sunflowers At Peaslake（英语：Peaslake））
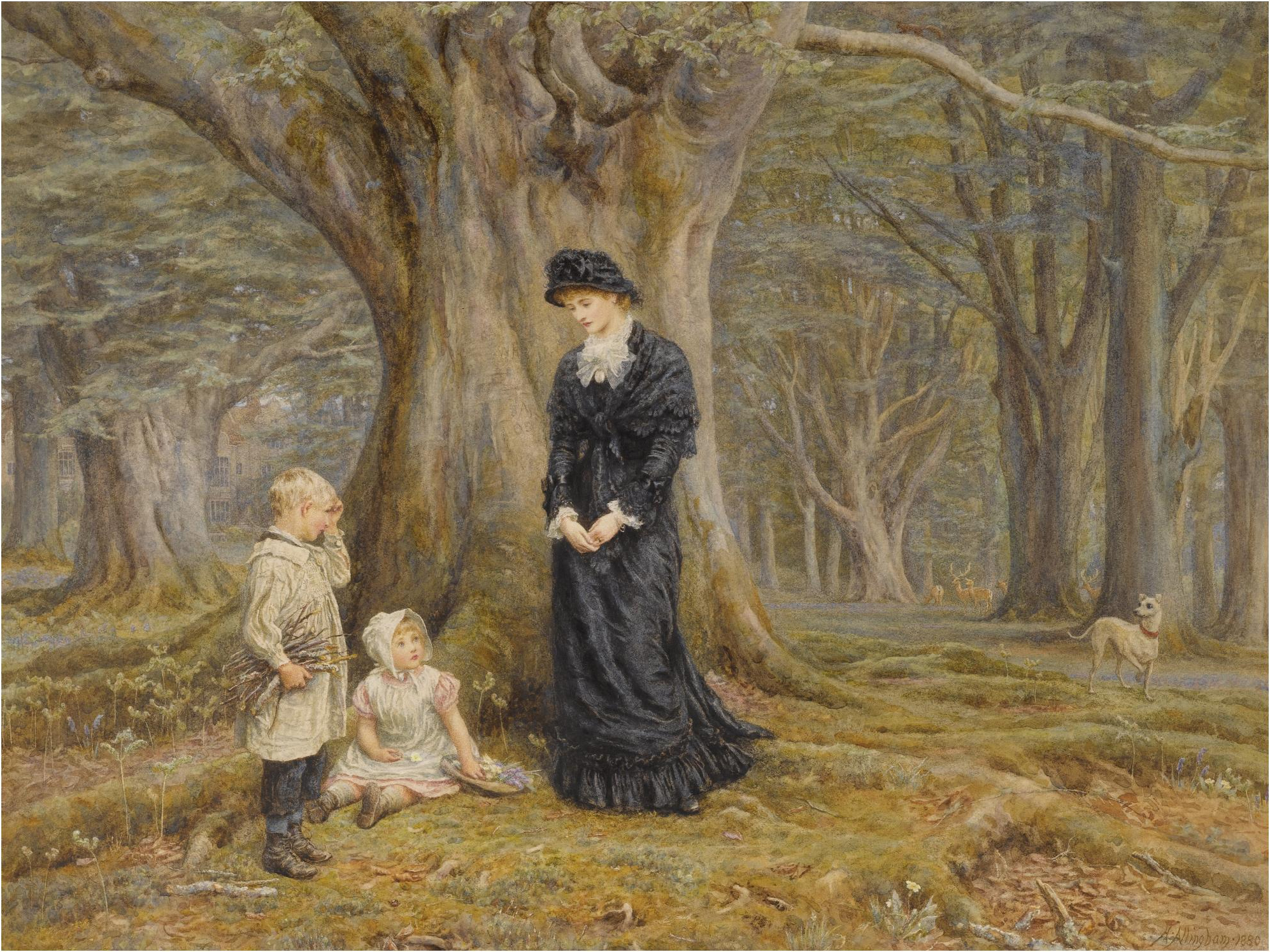
庄园夫人（The Lady of the Manor）
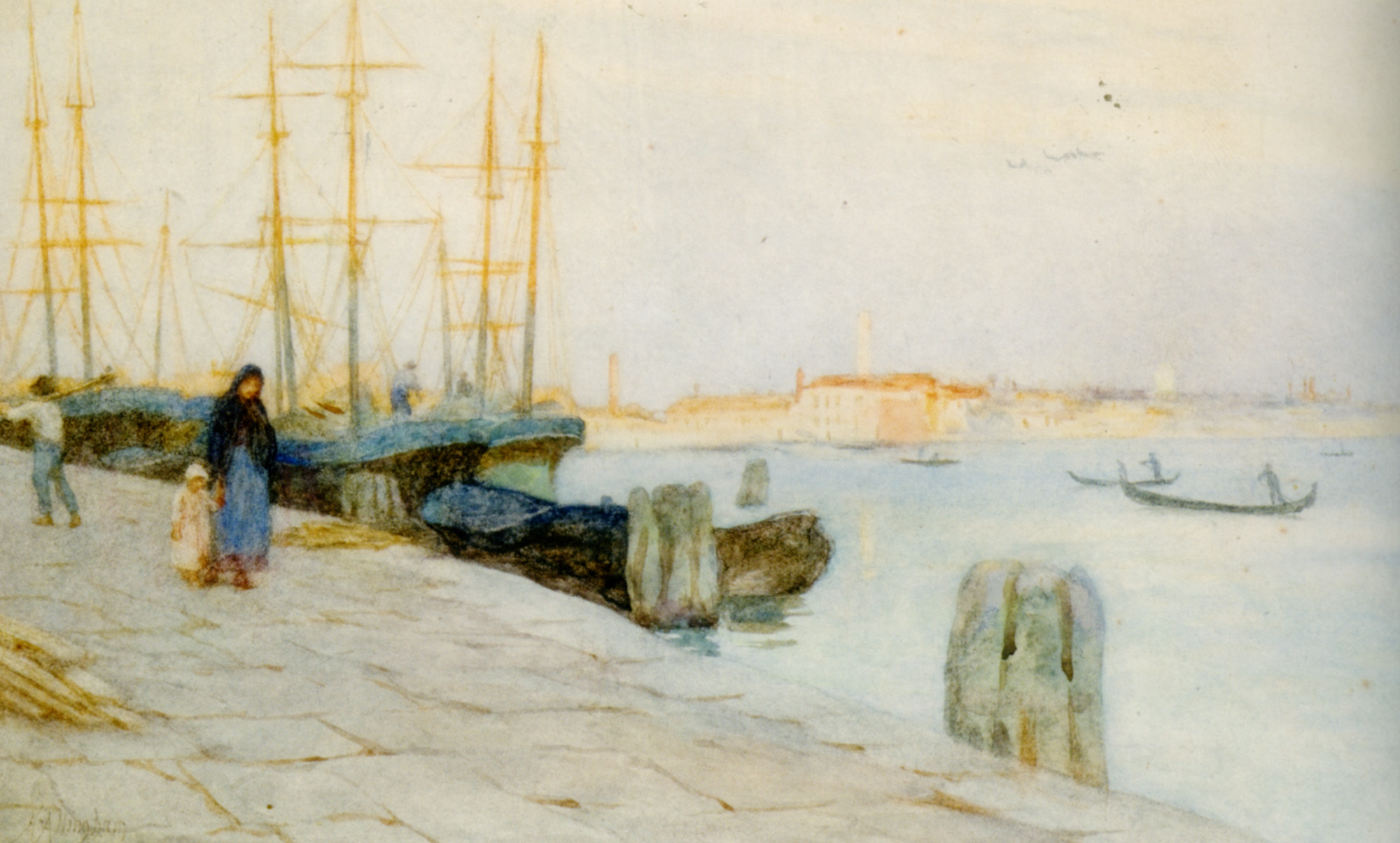
威尼斯码头的早晨（Morning at the Quay in Venice）
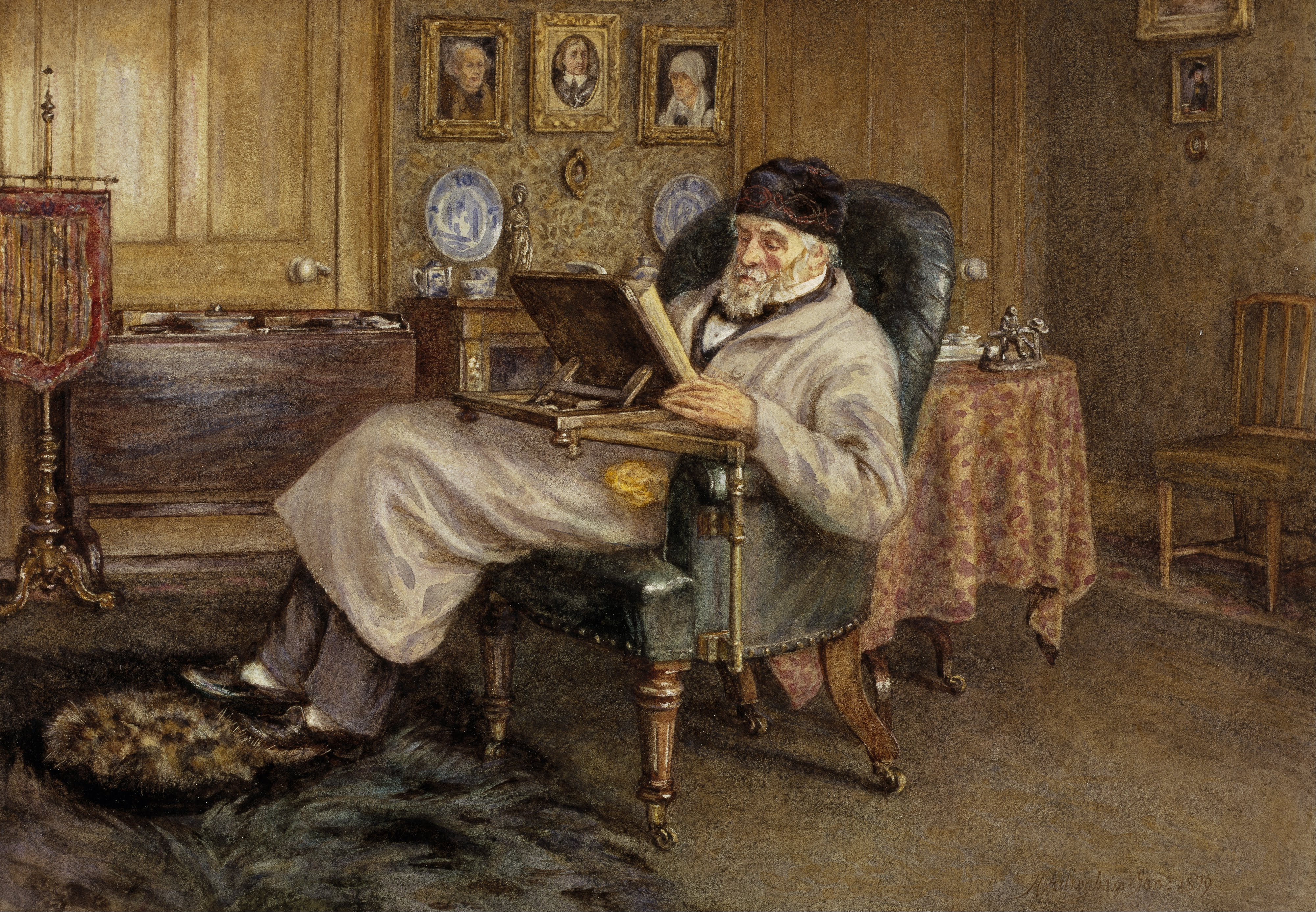
历史学家和散文家托马斯·卡莱尔（1795–1881）

## 延伸阅读
- Helmreich, Anne. . Adams, Steven; Robins, Anna Gruetzner  (编). . Rutgers University Press. 2001: 45–60  [2021-07-19]. ISBN 0-8135-2974-3. （原始内容存档于2014-07-07）. A recent essay on Allingham and her art.
- Lester, Anthony J. . Oxfordshire: Wallingford. 1979. OCLC 16494169. See also . Wallingford. 1979. OCLC 84054249.
- Taylor, Ina. . Caxton Editions. 2000. ISBN 978-1840670875. OCLC 50055173. New edition of . Exeter, Devon: Webb & Bower. 1990. ISBN 9780863503962. OCLC 26721725. Taylor's recent biography of Allingham.
- Watts, Annabel. . 2002. ISBN 9780952388203. OCLC 228661464. Reproductions of Allingham's paintings of cottages along with contemporary photographs of the same structures.
- Annabel Watts: article & bibliography in Studies in Illustration no.31/32 Winter 2005/Spring 2006 (Imaginative Book Illustration Society at www.bookillustration.org)